# تخصص

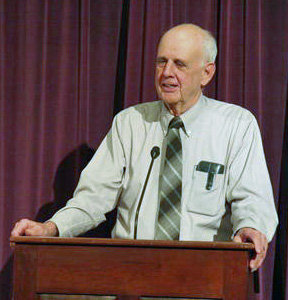

التخصص يعني اقتصار عضو أو فرد أو جماعة على القيام بعمل معين.

## أنواع التخصص
1. تخصص عضوي: يظهر بوضوح في الكائنات الأكثر رقيا التي تتميز بوجود أجهزة متخصصة على عكس الكائنات الأدنى مثل الأميبا.
2. تخصص وظيفي (طبيعي: حيث تقوم بعض الكائنات بعمل معين بينما تقوم الكائنات الأخرى بأعمال أخرى مثل مملكة النحل، فوظيفة الملكة تختلف عن وظيفة النحلات الشغالات.
3. تخصص حضاري وصناعي: يتميز به الإنسان، وهو يعني التخصص في أداء أعمال أو إنتاج سلع أو خدمات معينة.

## أسباب التخصص
1. اختلاف ظروف المجتمع بالنسبة للفرد: ويرجع ذلك إلى المزايا النسبية التي يتمتع بها الأفراد نتيجة التعلم أو ظروف البيئة والنظام الاجتماعي السائد
2. اختلاف الظروف الطبيعية والبيئية: كاختلاف الموقع والمناخ والموارد الطبيعية
3. اختلاف استعدادات الأفراد وقدراتهم: فهناك عمل يحتاح إلى قوة بدنية وأخر إلى قوة ذهنية وثالث إلى مهارة يدوية

## فوائد التخصص
1. يساعد على توزيع الأعمال بين الأفراد حسب مزاياهم
2. يزيد من إتقان الأفراد للعمل
3. يؤدى إلى زيادة معرفة الأفراد ويزودهم بمهارات جديدة
4. يؤدى إلى الأختراع والأكتشاف والإبداع
5. ساعد على قيام نظرية التجارة الدولية بتيجة لتخصص الدول لاختلاف المزايا الطبيعية الموجودة عند كل منهم